# 仙台総合ビジネス公務員専門学校
仙台総合ビジネス公務員専門学校（せんだいそうごうビジネスこうむいんせんもんがっこう）は、宮城県仙台市青葉区本町にある専修学校である。運営主体は学校法人菅原学園である。

## 沿革
- 1949年 - 仙台簿記学校として開校。
- 1956年 - 仙台経理専門学校に改称。
- 2003年 - 仙台情報ビジネス専門学校に改称。
- 2013年 - 仙台総合ビジネス公務員専門学校に改称。

## 設置課程
- フラワー科
  - フラワーデザインコース（厚生労働大臣指定「フラワー装飾技能士」指定校。ジャパンハーブソサエティー「ハーブインストラクター」中級資格養成校）
- フラワー科
  - フローリストコース
  - フラワーデザイナーコース
- ブライダル科
  - ウエディングプロデュースコース
  - ブライダルメイクコース
- ホテル観光科
  - ホテルコース
  - トラベルコース
- 流通ビジネス科
  - 流通販売ビジネスコース
  - ファッションビジネスコース
- 情報ビジネス科
  - 情報システムコース
  - ビジネスコース
  - 会計コース
- OAビジネス科
  - OAビジネス科

## 系列校
- 専門学校デジタルアーツ仙台
- 仙台総合ペット専門学校
- 専門学校仙台総合医療大学校
- こどもの国幼稚園
- 鶴ヶ谷幼稚園
- 鶴が丘幼稚園